# Česko na Mistrovství Evropy v atletice 2012

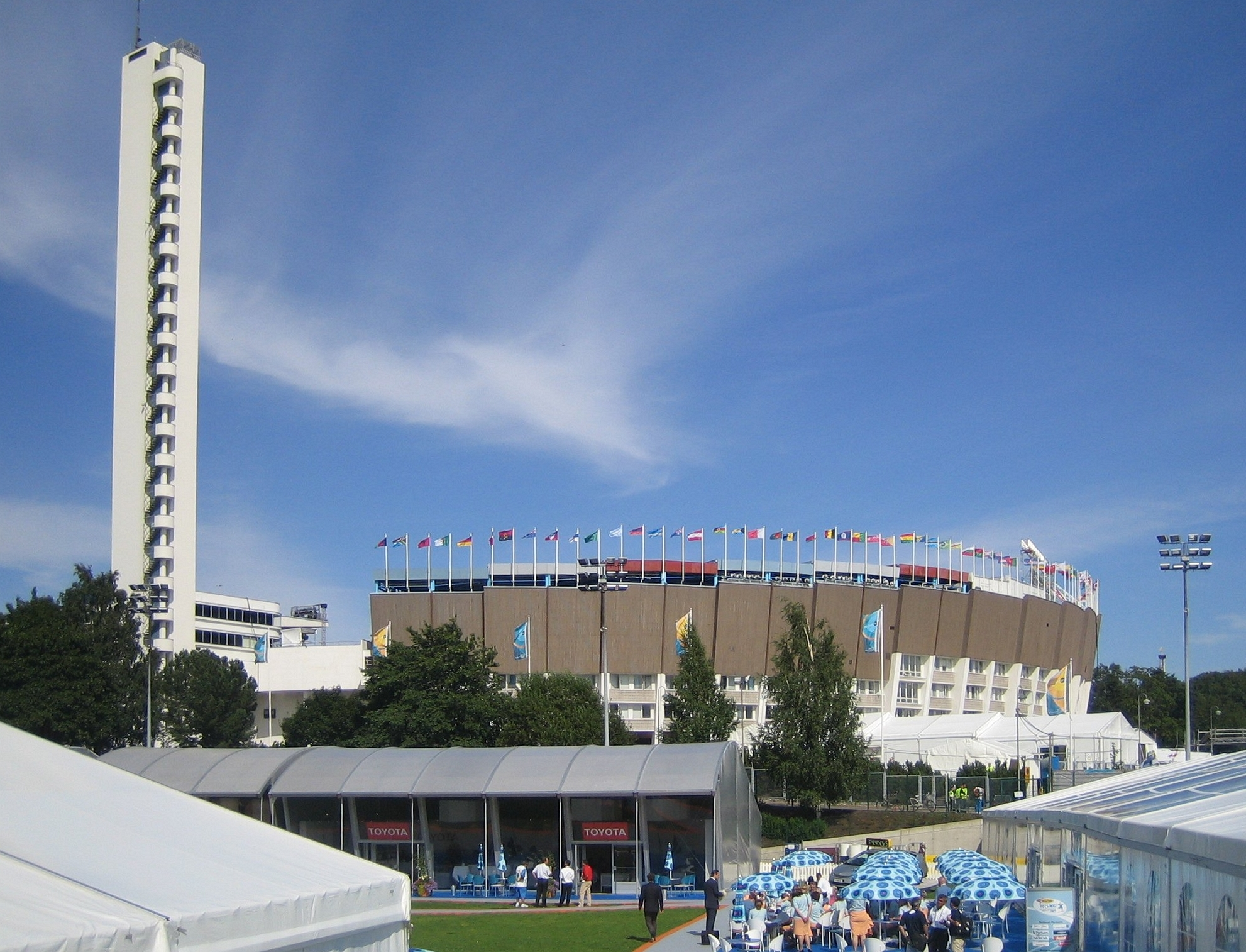
Olympijský stadion v Helsinkách

Evropského šampionátu v Helsinkách se ve dnech 27. června – 1. července 2012 účastnilo 43 českých atletů (25 mužů a 18 žen). Jednalo se do té doby o druhou nejširší nominaci českého týmu. Víc atletů reprezentovalo Česko jen na ME v atletice 2006 v Göteborgu, kam odletělo 45 závodníků.

## Hlavní osobnosti a výsledky Česka
Jedna z největších adeptek na medaili, oštěpařka Barbora Špotáková nakonec na kontinentální šampionát neodcestovala. Společně se svým trenérem Janem Železným se rozhodli dát přednost tréninku a přípravě na hlavní vrchol sezóny, olympijské hry v Londýně. Podobně se rozhodla také další oštěpařka Jarmila Klimešová. Chyběl také překážkář Petr Svoboda, který byl nucen kvůli vleklému zranění s achillovkou vynechat celou sezónu.
První medaili pro českou výpravu vybojoval oštěpař Vítězslav Veselý, který sice v kvalifikaci skončil až desátý, ale ve finále předvedl ve druhé sérii hod dlouhý 83,72 m. Tento výkon nikdo nedokázal přehodit a Česko poprvé v historii získalo v této disciplíně na ME v atletice mezi muži zlatou medaili. Veselého trenér Jan Železný dokázal dvakrát vybojovat pouze bronz (ME 1994, ME 2006). Druhý cenný kov vybojovala Denisa Rosolová, která si v závodě na 400 metrů překážek doběhla pro stříbrnou medaili. Ve finále si vylepšila hodnotu osobního maxima na 54,24 sekundy a prohrála jen s Ruskou Irinou Davydovovou, která zvítězila časem 53,77 s. Stejně jako na předchozím ME v atletice 2010 v Barceloně, i v Helsinkách skončila překážkářka Zuzana Hejnová těsně pod stupni vítězů, na 4. místě. Druhou zlatou medaili získal sprinter Pavel Maslák v běhu na 400 metrů, když cílem proběhl v čase 45,24 s a na druhého Maďara Nagyho měl v cíli náskok 28 setin sekundy.

## Výsledky

### Muži
| Atlet                                                 | Disciplína    | Kvalifikace | Kvalifikace | Rozběh  | Rozběh   | Semifinále | Semifinále | Finále      | Finále        |
| Atlet                                                 | Disciplína    | Výkon       | Umístění    | Výkon   | Umístění | Výkon      | Umístění   | Výkon       | Umístění      |
| ----------------------------------------------------- | ------------- | ----------- | ----------- | ------- | -------- | ---------- | ---------- | ----------- | ------------- |
| Rostislav Šulc                                        | 100 m         |             |             | 10,56 s | 22.      | 10,60 s    | 22. =      | nepostoupil | nepostoupil   |
| Jan Veleba                                            | 100 m         |             |             | 10,48 s | 19.      | 10,60 s    | 22. =      | nepostoupil | nepostoupil   |
| Vojtěch Šulc                                          | 200 m         |             |             | 21,17 s | 20.      | DSQ        | -          | nepostoupil | nepostoupil   |
| Pavel Maslák                                          | 400 m         |             |             | 45,87 s | 2.       | 45,66 s    | 1.         | 45,24 s     | Zlatá medaile |
| Daniel Němeček                                        | 400 m         |             |             | 46,61 s | 15.      | DSQ        | -          | nepostoupil | nepostoupil   |
| Jan Tesař                                             | 400 m         |             |             | 46,75 s | 18.      | 47,27 S    | 20. =      | nepostoupil | nepostoupil   |
| Jan Kubista                                           | 800 m         |             |             | 1:47,66 | 12.      | 1:48,94    | 17.        | nepostoupil | nepostoupil   |
| Jakub Holuša                                          | 800 m         |             |             | 1:48,54 | 25.      | 1:46,63    | 3.         | 1:48,99     | 5.            |
| Václav Barák                                          | 400 m přek.   |             |             | 50,58 s | 12.      | 50,33 s    | 15.        | nepostoupil | nepostoupil   |
| Michal Brož                                           | 400 m přek.   |             |             | 50,91 s | 18.      | 51,35 s    | 21.        | nepostoupil | nepostoupil   |
| Josef Prorok                                          | 400 m přek.   |             |             | 50,57 s | 11.      | DSQ        | -          | nepostoupil | nepostoupil   |
| Jan Veleba Rostislav Šulc Vojtěch Šulc Lukáš Šťastný  | 4 × 100 m     |             |             | 39,52 s | 7.       |            |            | DNF         | -             |
| Daniel Němeček Pavel Maslák Josef Prorok Jakub Holuša | 4 × 400 m     |             |             | 3:05,41 | 2.       |            |            | 3:02,72     | 5.            |
| Jaroslav Bába                                         | Skok do výšky | 2,23 m      | 3. =        |         |          |            |            | 2,24 m      | 8.            |
| Jan Kudlička                                          | Skok o tyči   | 5,50 m      | 4. =        |         |          |            |            | 5,60 m      | 6.            |
| Roman Novotný                                         | Skok daleký   | 7,80 m      | 19.         |         |          |            |            | nepostoupil | nepostoupil   |
| Štěpán Wagner                                         | Skok daleký   | 7,80 m      | 18.         |         |          |            |            | nepostoupil | nepostoupil   |
| Ladislav Prášil                                       | Vrh koulí     | 18,87 m     | 19.         |         |          |            |            | nepostoupil | nepostoupil   |
| Antonín Žalský                                        | Vrh koulí     | 19,94 m     | 3.          |         |          |            |            | 19,94 m     | 6.            |
| Lukáš Melich                                          | Hod kladivem  | 68,92 m     | 28.         |         |          |            |            | nepostoupil | nepostoupil   |
| Petr Frydrych                                         | Hod oštěpem   | 68,88 m     | 27.         |         |          |            |            | nepostoupil | nepostoupil   |
| Vítězslav Veselý                                      | Hod oštěpem   | 79,09 m     | 10.         |         |          |            |            | 83,72 m     | Zlatá medaile |

Desetiboj
| Roman Šebrle  | Desetiboj    |          |       |          |
| Roman Šebrle  | Disciplína   | Výsledek | Body  | Umístění |
| ------------- | ------------ | -------- | ----- | -------- |
|               | Běh na 100 m | 11,19 s  | 819   | 19.      |
| Skok daleký   | 7,43 m       | 918      | 3.    |          |
| Vrh koulí     | 14,65 m      | 768      | 5.    |          |
| Skok vysoký   | 2,00 m       | 803      | 3. =  |          |
| běh na 400 m  | 49,87 s      | 821      | 14.   |          |
| 110 m přek.   | 14,45 s      | 917      | 6.    |          |
| Hod diskem    | 44,05 m      | 747      | 4.    |          |
| Skok o tyči   | 4,90 m       | 880      | 5. =  |          |
| Hod oštěpem   | 61,78 m      | 765      | 3.    |          |
| Běh na 1500 m | 4:50,74      | 614      | 16.   |          |
| Celkově       |              |          | 8 052 | 6.       |

| Adam Sebastian Helcelet | Desetiboj    |          |       |          |
| Adam Sebastian Helcelet | Disciplína   | Výsledek | Body  | Umístění |
| ----------------------- | ------------ | -------- | ----- | -------- |
|                         | Běh na 100 m | 10,96 s  | 870   | 7.       |
| Skok daleký             | 7,30 m       | 886      | 7.    |          |
| Vrh koulí               | 13,99 m      | 728      | 11.   |          |
| Skok vysoký             | 2,03 m       | 831      | 2.    |          |
| Běh na 400 m            | 49,98 s      | 816      | 18.   |          |
| 110 m přek.             | 14,24 s      | 944      | 3.    |          |
| Hod diskem              | 39,12 m      | 647      | 17.   |          |
| Skok o tyči             | 4,80 m       | 849      | 7. =  |          |
| Hod oštěpem             | 61,66 m      | 763      | 4.    |          |
| Běh na 1500 m           | 4:42,55      | 664      | 14.   |          |
| Celkově                 |              |          | 7 998 | 8.       |

### Ženy
| Atletka                                                           | Disciplína    | Kvalifikace | Kvalifikace | Rozběh  | Rozběh   | Semifinále | Semifinále | Finále       | Finále           |
| Atletka                                                           | Disciplína    | Výkon       | Umístění    | Výkon   | Umístění | Výkon      | Umístění   | Výkon        | Umístění         |
| ----------------------------------------------------------------- | ------------- | ----------- | ----------- | ------- | -------- | ---------- | ---------- | ------------ | ---------------- |
| Kateřina Čechová                                                  | 100 m         |             |             | 11,53 s | 15.      | 11,45 s    | 12.        | nepostoupila | nepostoupila     |
| Kateřina Čechová                                                  | 200 m         |             |             | 23,78 s | 21.      | 23,64 s    | 16.        | nepostoupila | nepostoupila     |
| Jitka Bartoničková                                                | 400 m         |             |             | 53,15 s | 12.      | 52,78 s    | 12.        | nepostoupila | nepostoupila     |
| Lenka Masná                                                       | 800 m         |             |             |         |          | 2:05,75    | 16.        | nepostoupila | nepostoupila     |
| Tereza Čapková                                                    | 1500 m        |             |             |         |          | 4:10,22    | 5.         | 4:10,17      | 7.               |
| Lucie Škrobáková                                                  | 100 m přek.   |             |             | 13,17 s | 15.      | 13,17 s    | 9. =       | nepostoupila | nepostoupila     |
| Zuzana Bergrová                                                   | 400 m přek.   |             |             | 56,59 s | 14.      | 55,78 s    | 7.         | 56,26 s      | 7.               |
| Zuzana Hejnová                                                    | 400 m přek.   |             |             | 55,24 s | 1.       | 55,36 s    | 5.         | 54,49 s      | 4.               |
| Denisa Rosolová                                                   | 400 m přek.   |             |             | 55,98 s | 6.       | 54,71 s    | 3.         | 54,24 s      | Stříbrná medaile |
| Zuzana Hejnová Zuzana Bergrová Jitka Bartoničková Denisa Rosolová | 4 × 400 m     |             |             | 3:30,86 | 4.       |            |            | 3:26,02      | Bronzová medaile |
| Oldřiška Marešová                                                 | Skok do výšky | 1,83 m      | 17.         |         |          |            |            | nepostoupila | nepostoupila     |
| Jiřina Ptáčníková                                                 | Skok o tyči   | 4,45 m      | 1.          |         |          |            |            | 4,60 m       | Zlatá medaile    |
| Romana Maláčová                                                   | Skok o tyči   | 4,25 m      | 18.         |         |          |            |            | nepostoupila | nepostoupila     |
| Věra Cechlová                                                     | Hod diskem    | 57,52 m     | 9.          |         |          |            |            | 60,08 m      | 7.               |
| Jitka Kubelová                                                    | Hod diskem    | 51,71 m     | 23.         |         |          |            |            | nepostoupila | nepostoupila     |
| Eliška Staňková                                                   | Hod diskem    | 55,22 m     | 13.         |         |          |            |            | nepostoupila | nepostoupila     |
| Kateřina Šafránková                                               | Hod kladivem  | 66,51 m     | 14.         |         |          |            |            | nepostoupila | nepostoupila     |
| Tereza Králová                                                    | Hod kladivem  | 66,89 m     | 12.         |         |          |            |            | 65,87 m      | 12.              |

Sedmiboj
| Eliška Klučinová | Sedmiboj       |          |       |          |
| Eliška Klučinová | Disciplína     | Výsledek | Body  | Umístění |
| ---------------- | -------------- | -------- | ----- | -------- |
|                  | 100 m překážek | 14,03 s  | 974   | 14.      |
| Skok do výšky    | 1,83 m         | 1016     | 2.    |          |
| Vrh koulí        | 14,21 m        | 808      | 5.    |          |
| Běh na 200 m     | 24,56 s        | 928      | 10.   |          |
| Skok daleký      | 6,09 m         | 877      | 12.   |          |
| Hod oštěpem      | 42,58 m        | 717      | 10.   |          |
| Běh na 800 m     | 2:19,47        | 831      | 12.   |          |
| Celkově          |                |          | 6 151 | 8.       |